# Baris (Motilones)
Pour les articles homonymes, voir Bari (homonymie) et Baris.
Les Motilones ou Barís, sont un peuple amérindien qui habite près de la source du río Catatumbo, à la frontière entre la Colombie et le Venezuela. Les Motilones parlent le barí, langue de la famille linguistique chibcha.

## Étymologie
Le nom que ce peuple se donne lui-même est celui de Barí. Le nom de Motilones lui a été donné par les conquistadors espagnols. Il vient du verbe motilar (se couper les cheveux) et fait référence à leur coupe de cheveux très courte.

### Filmographie
- (es) Somos Bari, film documentaire d'Alejandra Fonseca, Fundación Villa del Cine, Caracas, 2006, 46 min (DVD)